# Blind vej
En blind vej, er en vej hvor der ikke er flere frakørselsmuligheder.
Der kan dog sagtens være sideveje, men disse er så lukket for gennemgående biltrafik.
Stier kan støde til vejen, men mulighed for videre kørsel med bil er der ikke.